# Cafarsite
La cafarsite de formule chimique Ca8(Ti,Fe2+,Fe3+,Mn)6–7(AsO3)12 · 4H2O est un minéral rare d'arsénite de fer et de calcium. Le manganèse et le titane sont présents avec le fer dans la formule.
Elle a été décrite pour la première fois en 1966 pour une occurrence dans la vallée de Binn, dans le Valais, en Suisse. Son nom reflète sa composition : calcium, du ferrum (fer) et arsenic. La cafarsite se présente sous forme de cuboctaèdres opaques de couleur brun foncé. Elle affiche une dureté mesurée entre 5,5 et 6 sur l'échelle de Mohs, avec une fracture conchoïdale. Sa densité mesurée est de 3,9 g/cm3. La cafarsite est trouvée en association avec le quartz, l'agardite, la magnétite, le quartz fumé, la mixite, l'hématite, la ripidolite, la senaïte, l'asbécasite et l'albite.

## Environnement et gisements
On la trouve sur les faces fendues en orthogneiss.
Son mode paragénétique est l'altération dans l'hydratation oxydative subaérienne à faible 𝑇, où des minéraux secondaires se forment dans des environnements d'altération à basse température en contact avec une atmosphère oxygénée (post-Grande Oxydation). En plus de sa localité type du glacier Wanni sur la commune de Binn dans le Valais, et d'autres gisements en Suisse, elle a également été signalée dans le Piémont, en Italie, et dans la mine d'or Hemlo, dans le district de Thunder Bay, en Ontario, au Canada. En 2023 cela ne représente que 8 gisements dont 7 en Europe. 